# Marathon van Osaka

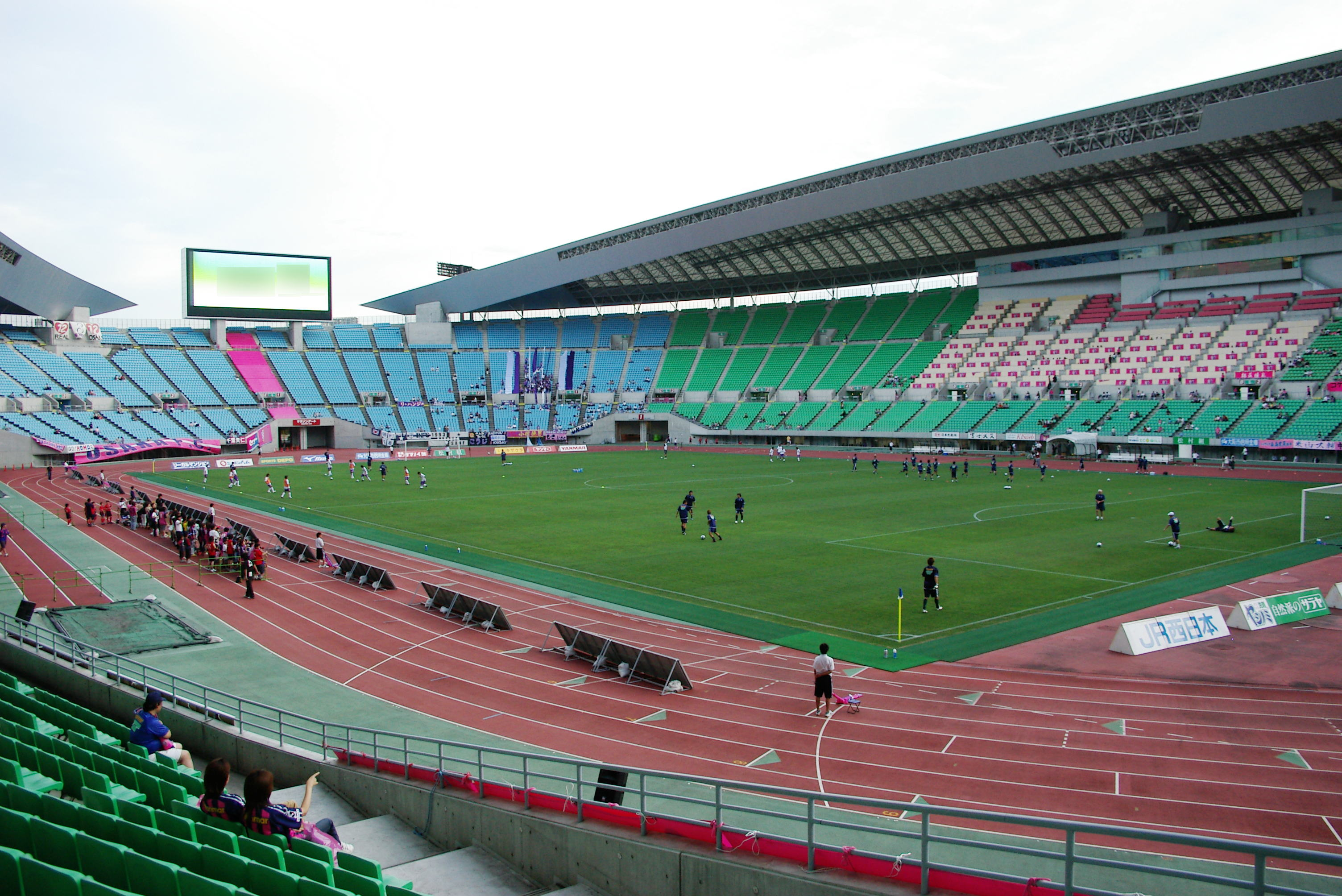
Nagai Stadium, waar de marathon finisht en waar de wereldkampioenschappen atletiek 2007 plaatsvonden.

De Marathon van Osaka (Japans: 大阪国際女子マラソン, Ōsaka Kokusai Joshi Marason) is een hardloopwedstrijd over de klassieke afstand van 42,195 km die jaarlijks op de vierde of vijfde zondag van januari wordt gehouden in de Japanse stad Osaka. De wedstrijd is uitsluitend voor vrouwen.
Jaarlijks in februari wordt in Osaka de Lake Biwa Marathon gehouden, welke wel voor mannen toegankelijk is.
De eerste wedstrijd vond plaats op 24 januari 1982 en werd gewonnen door de Italiaanse Rita Marchisio met een tijd van 2:32.55. In 1991, 1994, 1997, 2000, 2003, 2006, 2009 en 2012 deed het evenement dienst als Japans kampioenschap op de marathon.
In 1995 moest de wedstrijd worden geannuleerd wegens de aardbeving van Kobe.
De wedstrijd komt door de stad en passeert het Kasteel Osaka.

## Parcoursrecord
- Vrouwen - 2:21.18 (2003, Mizuki Noguchi  Japan)

## Uitslagen

### Vrouwen
| Editie | Jaar            | Naam                             | Land                             | Tijd                             |
| ------ | --------------- | -------------------------------- | -------------------------------- | -------------------------------- |
| 1      | 24 januari 1982 | Rita Marchisio                   | Italië                           | 2:32.55                          |
| 2      | 30 januari 1983 | Carey May                        | Ierland                          | 2:29.23                          |
| 3      | 29 januari 1984 | Katrin Dörre                     | GDR                              | 2:31.41                          |
| 4      | 27 januari 1985 | Carey May                        | Ierland                          | 2:28.07                          |
| 5      | 26 januari 1986 | Lorraine Moller                  | Nieuw-Zeeland                    | 2:30.24                          |
| 6      | 25 januari 1987 | Lorraine Moller                  | Nieuw-Zeeland                    | 2:30.40                          |
| 7      | 31 januari 1988 | Lisa Ondieki                     | Australië                        | 2:23.51                          |
| 8      | 29 januari 1989 | Lorraine Moller                  | Nieuw-Zeeland                    | 2:30.21                          |
| 9      | 28 januari 1990 | Rosa Mota                        | Portugal                         | 2:27.47                          |
| 10     | 27 januari 1991 | Katrin Dörre                     | Duitsland                        | 2:27.43                          |
| 11     | 26 januari 1992 | Yumi Kokamo                      | Japan                            | 2:26.26                          |
| 12     | 31 januari 1993 | Junko Asari                      | Japan                            | 2:26.26                          |
| 13     | 30 januari 1994 | Tomoe Abe                        | Japan                            | 2:26.09                          |
| 14     | 29 januari 1995 | Niet gehouden vanwege aardbeving | Niet gehouden vanwege aardbeving | Niet gehouden vanwege aardbeving |
| 15     | 28 januari 1996 | Katrin Dörre                     | Duitsland                        | 2:26.04                          |
| 16     | 26 januari 1997 | Katrin Dörre                     | Duitsland                        | 2:25.57                          |
| 17     | 25 januari 1998 | Lidia Şimon                      | Roemenië                         | 2:28.31                          |
| 18     | 31 januari 1999 | Lidia Şimon                      | Roemenië                         | 2:23.24                          |
| 19     | 30 januari 2000 | Lidia Şimon                      | Roemenië                         | 2:22.54                          |
| 20     | 28 januari 2001 | Yoko Shibui                      | Japan                            | 2:23.11                          |
| 21     | 27 januari 2002 | Lornah Kiplagat                  | Kenia                            | 2:23.55                          |
| 22     | 26 januari 2003 | Mizuki Noguchi                   | Japan                            | 2:21.18                          |
| 23     | 25 januari 2004 | Naoko Sakamoto                   | Japan                            | 2:25.29                          |
| 24     | 30 januari 2005 | Jeļena Prokopčuka                | Letland                          | 2:22.56                          |
| 25     | 29 januari 2006 | Catherine Ndereba                | Kenia                            | 2:25.05                          |
| 26     | 28 januari 2007 | Yumiko Hara                      | Japan                            | 2:23.48                          |
| 27     | 27 januari 2008 | Mara Yamauchi                    | Verenigd Koninkrijk              | 2:25.10                          |
| 28     | 25 januari 2009 | Yoko Shibui                      | Japan                            | 2:23.42                          |
| 29     | 31 januari 2010 | Amane Gobena                     | Ethiopië                         | 2:25.14                          |
| 30     | 30 januari 2011 | Yukiko Akaba                     | Japan                            | 2:26.29                          |
| 31     | 29 januari 2012 | Risa Shigetomo                   | Japan                            | 2:23.23                          |
| 32     | 27 januari 2013 | Tetjana Gamera-Schmyrko          | Oekraïne                         | 2:23.58                          |
| 33     | 26 januari 2014 | Tetjana Gamera-Schmyrko          | Oekraïne                         | 2:24.37                          |
| 34     | 25 januari 2015 | Tetjana Gamera-Schmyrko          | Oekraïne                         | 2:22.09                          |
| 35     | 31 januari 2016 | Kayoko Fukushi                   | Japan                            | 2:22.17                          |
| 36     | 29 januari 2017 | Risa Shigetomo                   | Japan                            | 2:24.22                          |